# Aridalia lateralis
Aridalia lateralis är en tvåvingeart som beskrevs av Charles Howard Curran 1934. Aridalia lateralis ingår i släktet Aridalia och familjen parasitflugor.
Artens utbredningsområde är Panama. Inga underarter finns listade.